# Литвиненко-Волторніст Христина Дмитрівна
Литвиненко-Волторніст Христина Дмитрівна (23 травня 1883, Христанівка, Полтавська область — 7 січня 1978, Миргород) — українська поетеса, бандуристка.

## Біографія
Народилась у бідній селянській сім'ї, в молоді роки батракувала. У 1902 її заарештували царські жандарми за розповсюдження листівок.
1903–1907 була вільною слухачкою Миргородської художньо-промислової школи;
1907–1913 працювала телефоністкою земської управи, 1913 — 15 — викладач малювання Полтав. приватної шк. ім. І.Котляревського.
Переїхавши до Миргорода вона включається в громадську роботу однією з перших у 1929 вступає в колгосп і працює у ньому до 1953. З 1960 року кобзарка-поетеса живе в Лохвиці.

## Творчість
Друкувалася в періодиці з 1910; окремо вийшли книжки віршів «Широким шляхом» (1958), «Сталеві квіти» (1960), складала мелодії. Автор пісень і віршів для дітей.
Її пісні «Революція іде», «Ой розбили ми кайдани», «Батьківщино, моя», «Ой, матінко, ти голубонько», «Одудок» та інші" були широко відомі в Україні. Твори поетеси і бандуристки друкувалися в обласній і республіканській пресі, у збірниках «Поети колгоспного села» (1940)", «Народні співці Радянської України» (1956), «Степові квіти» (1960).

## Ланки
- Литвиненко-Волторніст Христина Дмитрівна [Архівовано 6 жовтня 2014 у Wayback Machine.]
- Бандуристи [Архівовано 29 березня 2018 у Wayback Machine.]
- Музичне краєзнавство Полтавщини: від витоків до сьогодення. 2009. С. 214-215

| Бандурист | Це незавершена стаття про бандуриста чи бандуристку. Ви можете допомогти проєкту, виправивши або дописавши її. |

| українська персоналія | Це незавершена стаття про особу, що має стосунок до України. Ви можете допомогти проєкту, виправивши або дописавши її. |